# Natthaphong Samana
Natthaphong Samana (Thai: ณัฐพงษ์์ สมณะ, * 29. Juni 1984 in Chiang Mai) ist ein ehemaliger thailändischer Fußballspieler.

## Karriere

### Verein
Nachdem er die Jugendzeit bei seinem Heimatverein Chiangmai FC verbracht hatte, wechselte er 2004 nach Bangkok zum FC Krung Thai Bank. Mit dem Verein wurde er 2007 Vizemeister. Anschließend wechselte er zum Meister, dem Chonburi FC. Mit ihm spielte er 2008 in der AFC Champions League, dabei machte er insgesamt fünf Spiele. Ende der Saison reichte es erneut nur zur Vizemeisterschaft. 2009 trat er mit Chonburi im AFC Cup an. Dort spielte er sieben Jahre lang und wurde insgesamt fünfmal Vizemeister. Anfang 2015 schloss er sich dem Suphanburi FC aus Suphanburi an. Nach 119 Spielen für Suphanburi wechselte er 2020 zum Zweitligisten Chiangmai United FC nach Chiangmai. Im März 2021 feierte er mit Chiangmai die Vizemeisterschaft und den Aufstieg in die erste Liga. Bei Chiangmai stand er bis zum 30. Juni 2021 unter Vertrag. Am 1. Juli 2021 beendete er seine Karriere als Fußballspieler.

### Nationalmannschaft
Von 2007 bis 2012 stand Natthaphong im Kader der Thailändischen Fußballnationalmannschaft. Mit ihr nahm er an der Endrunde zur Fußball-Asienmeisterschaft 2007 und der ASEAN-Fußballmeisterschaft 2008 teil. Er bestritt fast alle Spiele in der Qualifikation zur Fußball-Weltmeisterschaft 2010.

## Erfolge

### Verein
FC Krung Thai Bank
- Queen’s Cup: 2006 (Finalist)

Chonburi FC
- Thailändischer Meister: 2007
- Thailändischer Vizemeister: 2008, 2009, 2011, 2012, 2014
- Thailändischer Pokalsieger: 2010
- Kor-Royal-Cup-Sieger: 2008, 2009, 2011

Chiangmai United FC
- Thailändischer Zweitligavizemeister: 2020/21  ▲

### Nationalmannschaft
- Teilnahme an der Endrunde zur Fußball-Asienmeisterschaft 2007
- ASEAN-Fußballmeisterschaft Finale 2007, 2008